# Kateřina z Vendôme
Kateřina z Vendôme (1354 – 1. dubna 1412), hraběnka z Vendôme a Castres byla francouzská šlechtična z rodu Montoire. Narodila se jako dcera Jana VI. z Vendôme a Johany z Ponthieu.

## Manželství
V roce 1364 se provdala za Jana I. z La Marche a měla s ním několik dětí:
- Jakub II. z La Marche (1370–1438).
- Isabela, jeptiška v Poissy (nar. 1373)
- Ludvík z Vendôme (1376–1446)
- Jan, ppm z Carency (1378–1457)
- Anna Bourbonská
- Marie
- Šarlota

Jana po smrti své neteře Johany zdědila Vendôme, které spravovala se svým manželem a po jeho smrti se svým druhorozeným synem Ludvíkem do roku 1403.